# Vita nykter
Vita nykter, förkortat Vita, är en svensk nykterhetsförening som bildades hösten 2008. Ordet "Vita" i namnet representerar både det latinska ordet för "liv" och uttrycket för alkoholfrihet. Vita nykterhetsrörelsen säger sig vara "en enfrågerörelse som inte har något annat på agendan än alkohol och drogfrågor", men "har sin bas i kristenheten och den gemensamma kristna världsbilden".
En av tankarna bakom bildandet av Vita har varit att skapa en plats åt dem som lämnade IOGT-NTO i och med Åke Greens uteslutning. Vita fick tidigt ta emot kritik för att splittra en redan delad kristen nykterhetsrörelse, men IOGT-NTO:s ordförande Sven-Olov Carlsson välkomnade initiativet.
Vid årsmötet 2010 bytte organisationen namn från Vita nykterhetsrörelsen till Vita nykter. I föreningens styrelse har bland annat Sten-Gunnar Hedin, Sofia Modigh och  Åke Olofsson haft roller.